# Vicente Arqués
Vicente Arques Cortés (Alfaz del Pi, 10 de enero de 1971) es un político, psicopedagogo, logopeda y profesor español. 

## Biografía
Licenciado en Psicopedagogía, es diplomado en Magisterio, con un Máster en Terapia del lenguaje.Tras finalizar sus estudios superiores, comenzó a trabajar como logopeda del Servicio Pedagógico Escolar de Vinaroz y de Altea, donde ejerció durante cinco años de director del Colegio Público El Blanquinal.
En el ámbito político es militante del Partido Socialista del País Valenciano. En las Elecciones Municipales de 2007 logró ser elegido como nuevo alcalde de su pueblo natal en donde todavía sigue ocupando la alcaldía, tras haber sido reelegido en las elecciones de 2011, 2015 y 2019.
Es diputado por la Alicante en las Cortes Valencianas desde 2011 a 2015.
Dentro de este parlamento, ha sido presidente de la Comisión de Obras Públicas, Infraestructuras y Transportes. Pertenece a las Comisiones de Sanidad y Consumo, de Asuntos Europeos y de Control de Actuación de la Radiotelevisión Valenciana y de Sociedades Dependientes.
Por último, desde 2023 es portavoz del Grupo Socialista en la Diputación de Alicante.